# Сангіна

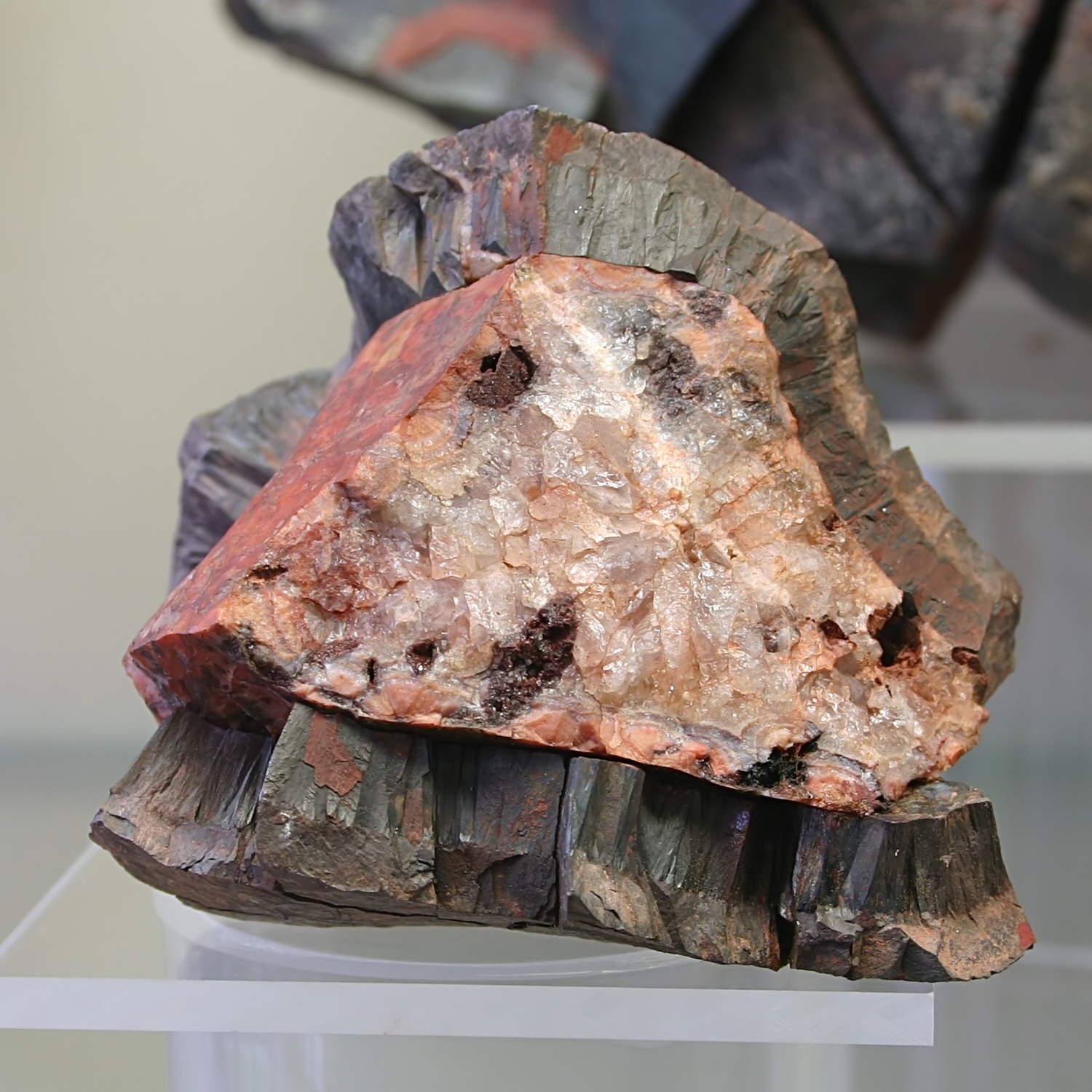
Мінерал гематит, Мінералогічний музей в Бонні

Сангі́на, також червона охра (фр. sanguine від лат. sanguis) — матеріал для малювання, що належить до мінеральних фарб і складається з суміші глини, крейди та гематиту (Fe2O3). Саме гематит, що є мінералом оксиду заліза, надає сангіні темно-червоного забарвлення. Сангіною в українській мові називають як спеціальний мінеральний олівець, так і сам малюнок.

## Короткий опис
Колірна гама сангіни коливається від коричневого до майже червоного. З її допомогою добре передаються відтінки оголеного людського тіла, тому виконані сангіною портрети виглядають доволі природно. Під час роботи сангіну можна змочувати і тим самим урізноманітнити товщину і щільність штриха, а невдалі лінії легко видаляти. Сангіну можна розтирати ваткою по паперу для отримання більш тонких і прозорих шарів. Сангіна хороша при техніці «гризайль» (виконання роботи в різних відтінках одного кольору).
Техніка малюнка з натури за допомогою сангіни відома починаючи з епохи Відродження, особливо з робіт Леонардо да Вінчі, Мікеланджело та Рафаеля Санті. У цей час в Європі вживалася натуральна сангіна мінерального походження («червона крейда»). Сучасна сангіна — штучна.
Сангіна була доволі поширена в XVII—XVIII ст. в малюнках з натури і портретах. Сангіну в своїх роботах використовували такі відомі майстри, як Пітер Пауль Рубенс, Нікола Пуссен, Жак-Луї Давід, Домінік Енгр, Антуан Ватто, Жан-Оноре Фраґонар, Жан Батист Сімеон Шарден. 
Інтерес до сангіни зберігається і в наступні часи. Так, доволі часто до неї зверталися художники початку XX ст. У цей час складається навіть своєрідний тип портрета, де ретельно виконані лише голова й руки портретованого. Решта намічена лише кількома штрихами.
Нерідко сангіну поєднують з вугіллям або італійським олівцем. Малюнки сангіною недовговічні, оскільки з часом вона може обсипатися з паперу, тому твори з використанням сангіни обов'язково повинні експонуватися під склом та зміцнюватись фіксажами.
Сангіну історично виробляли з гематиту, породи, що містить оксид заліза.

## Галерея

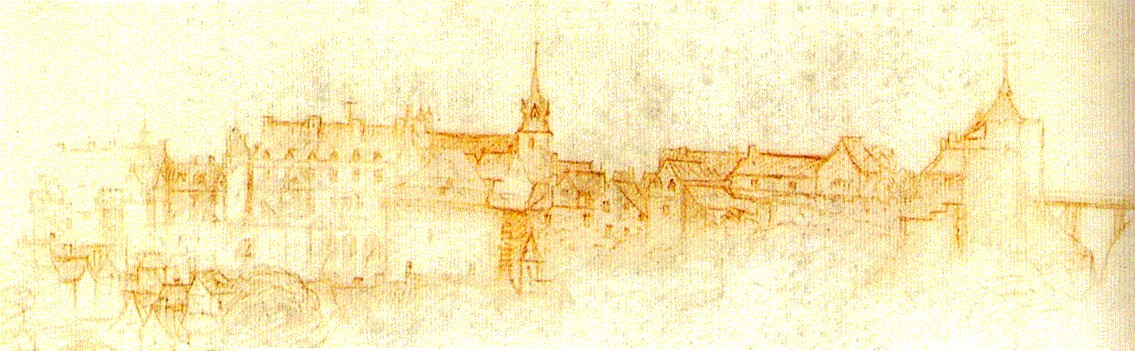
Ескіз, Школа Леонардо да Вінчі, «Замок в Амбруазі, Франція», 1517 р.

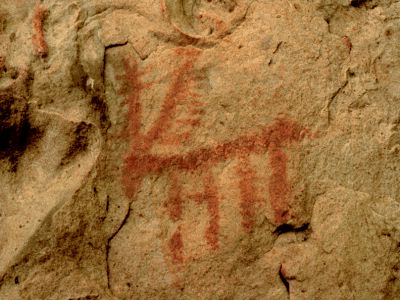
Доісторичний малюнок в печері Куева де Басінете (Лос Барріос)
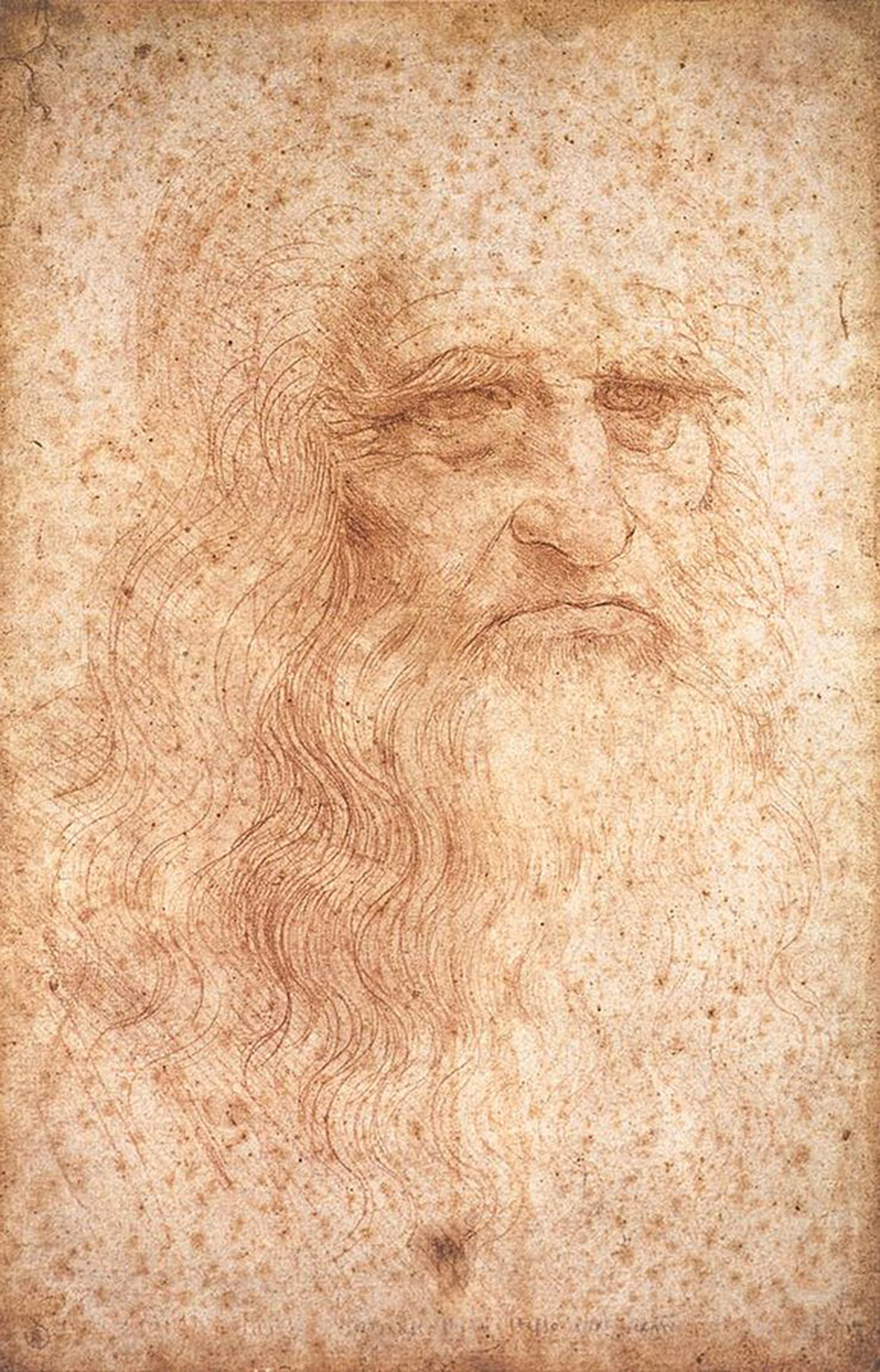
Леонардо да Вінчі, Автопортрет, бл. 1512–1515
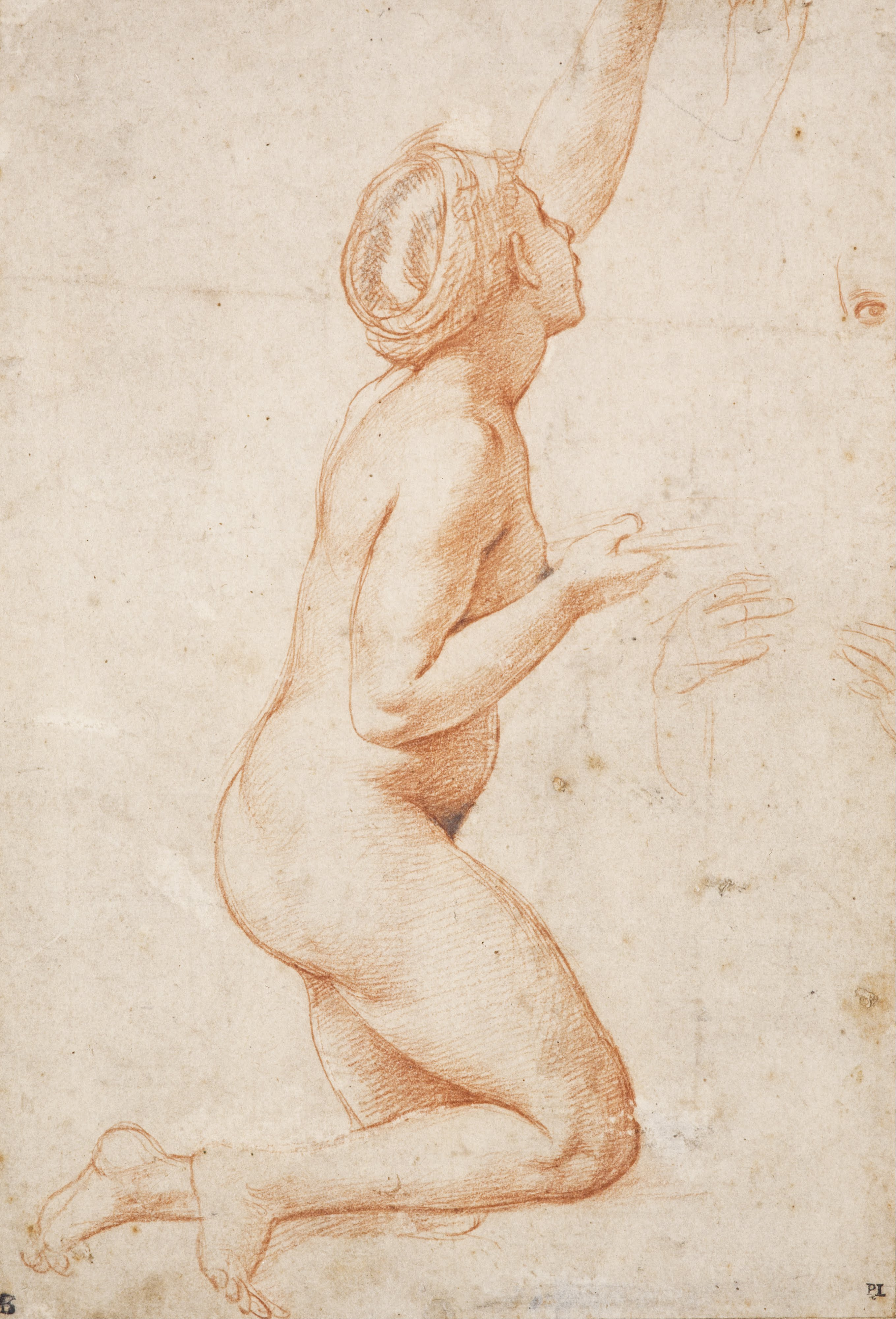
Рафаель Санті, Жінка на колінах, ескіз, 1518
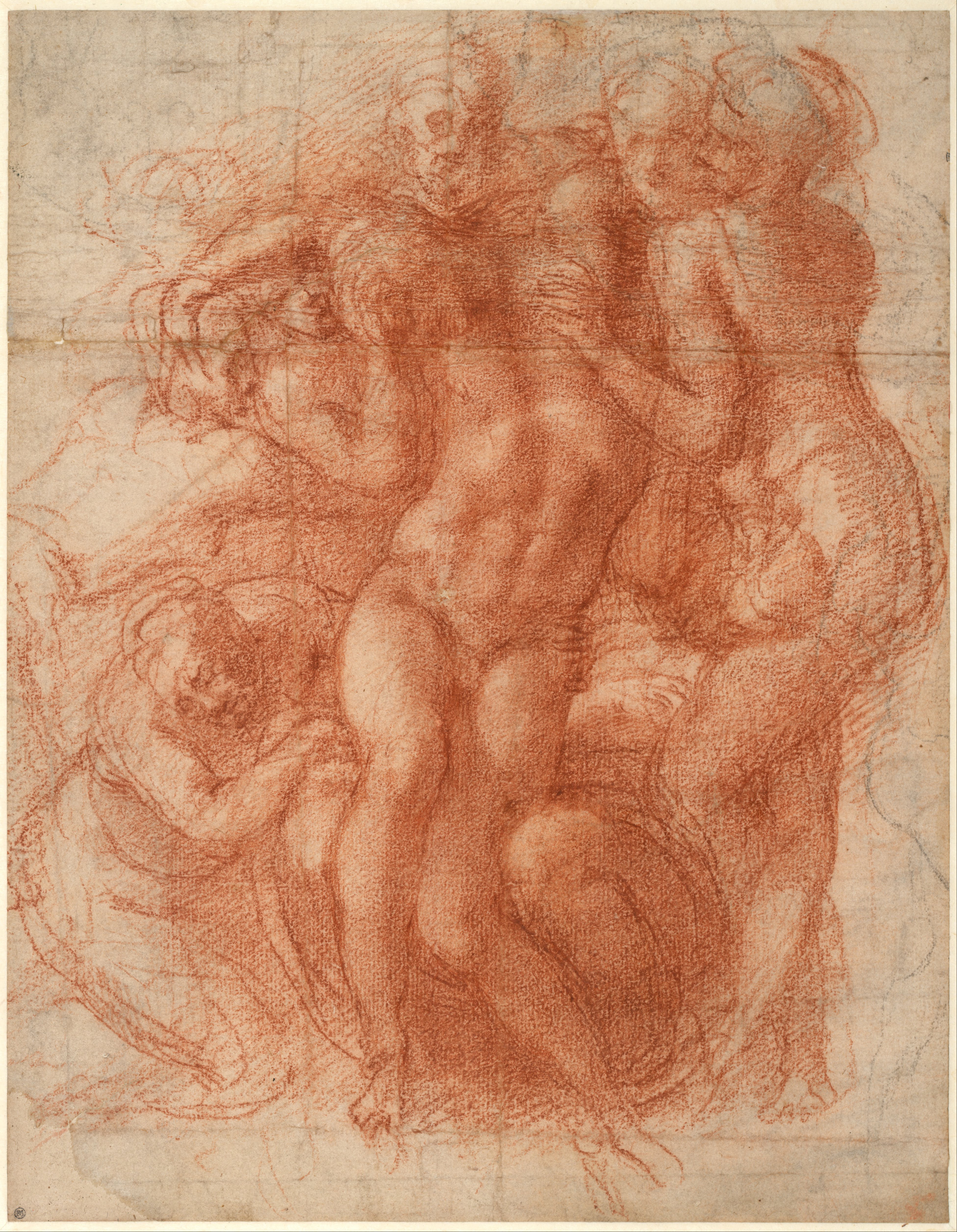
Мікеланджело, Оплакування Христа, бл. 1530
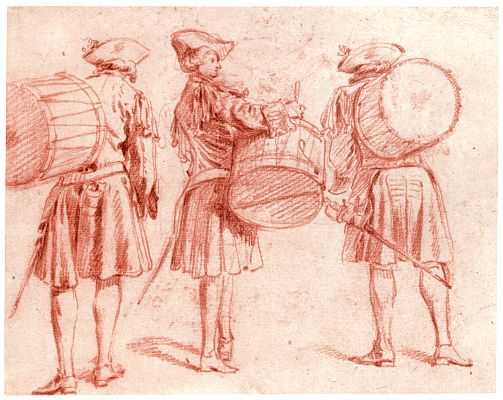
Антуан Ватто, Барабанщики, 1718
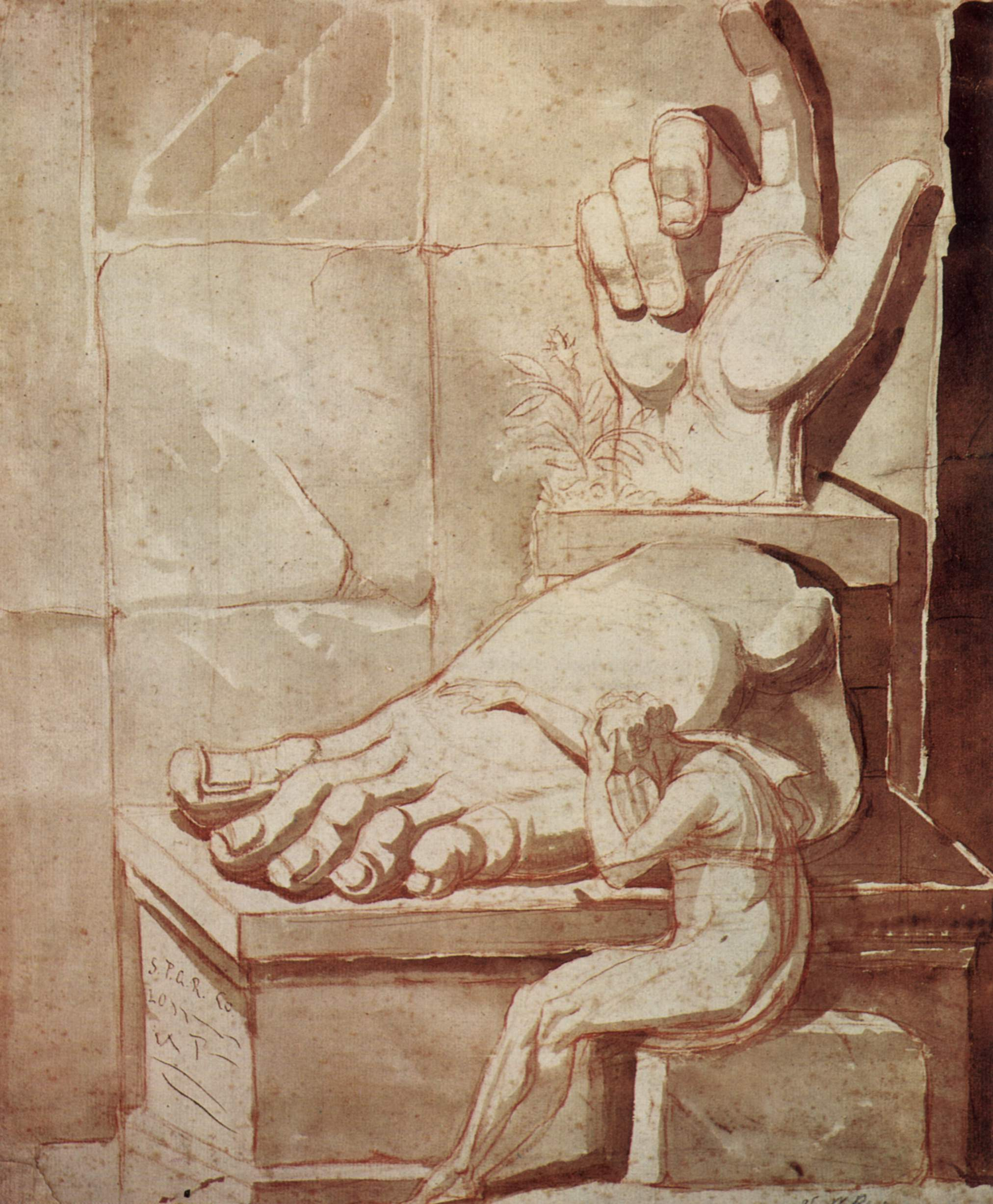
Йоганн Генріх Фюсслі, Художник приголомшений величчю античних руїн, бл. 1778–1780
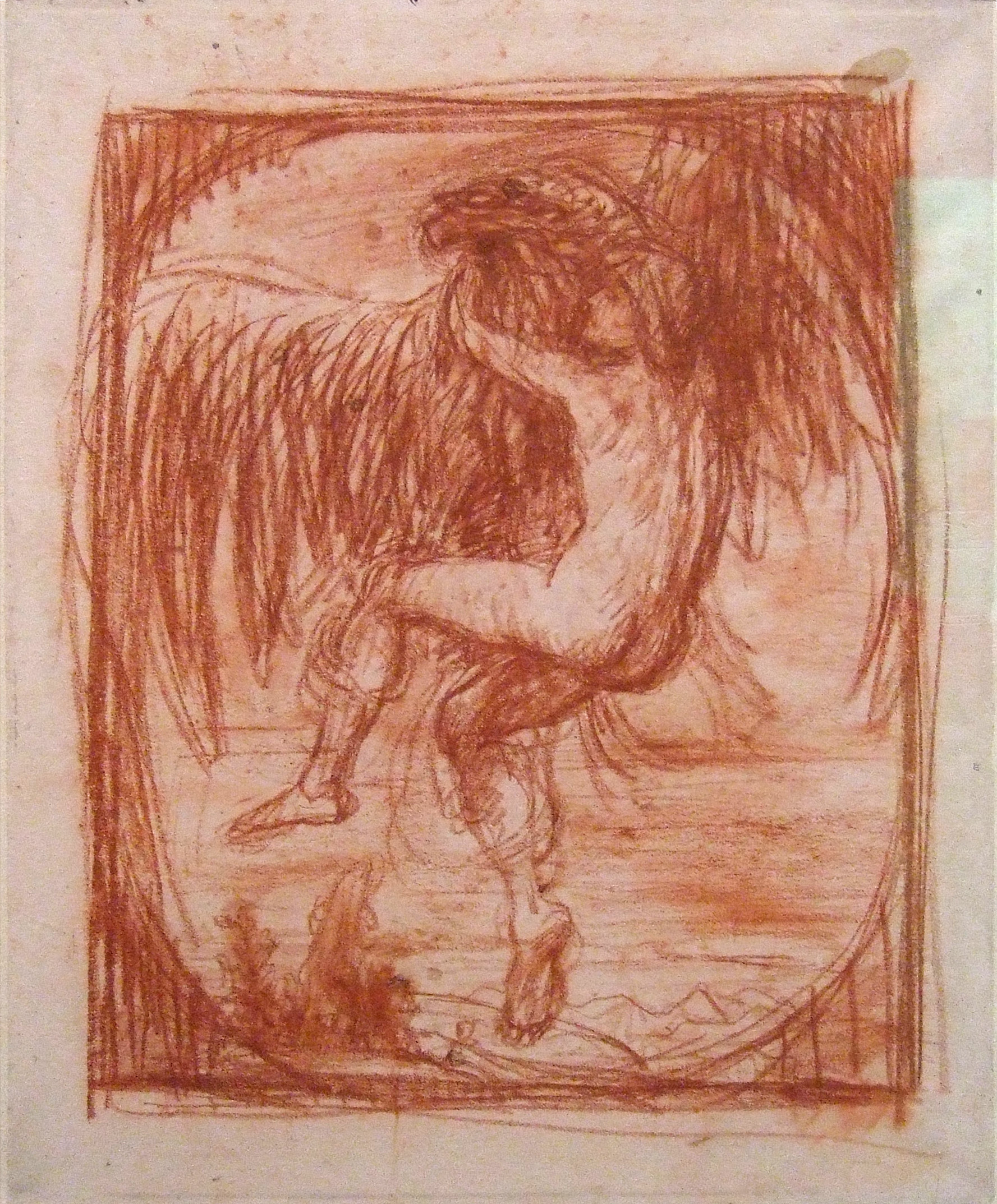
Ганс фон Маре, Студії до картини Викрадення Ганімеда, 1887